# جوني بويد
جوني بويد (بالإنجليزية: Johnny Boyd)‏ هو سائق سباق ومهندس أمريكي، ولد في 19 أغسطس 1926 في فريسنو في الولايات المتحدة، وتوفي بنفس المكان في 27 أكتوبر 2003.

## روابط خارجية
- جوني بويد على موقع DriverDB.com (الإنجليزية)